# The Best "Blue"
The Best “Blue” (stylizováno jako THE BEST “Blue”) je jedno ze dvou kompilačních alb japonské pěvecké skupiny Kalafina. Bylo vydáno 16. července 2014 spolu s druhým kompilačním albem The Best “Red”. K dispozici bylo ve dvou edicích; limitovaná edice obsahovala CD, Blu-ray s videozáznamem koncertu Risu-ani! LIVE-4, který se odehrál v lednu 2014 v Nippon Budókan, a 60stránkovou brožurku, zatímco standardní edice obsahovala pouze CD.

## Seznam skladeb
Hudbu složil(i) Juki Kadžiura. 
| Disk 1 (CD)    | Disk 1 (CD) | Disk 1 (CD) |
| Pořadí         | Název | Délka       |
| -------------- | --- | ----------- |
| 1.             | storia | 3:37        |
| 2.             | Kimi no gin no niwa (君の銀の庭) (Závěrečná znělka filmu Gekidžóban mahó šódžo Madoka Magika: Hangjaku no monogatari) | 5:06        |
| 3.             | red moon | 6:39        |
| 4.             | Magia (Úvodní znělka anime Mahó šódžo Madoka Magika)                                                                  | 5:12        |
| 5.             | seventh heaven (Závěrečná znělka 7. filmu Kara no kjókai)                                                             | 6:13        |
| 6.             | signal | 4:59        |
| 7.             | Nacu no ringo (夏の林檎)                                                                                              | 4:03        |
| 8.             | sprinter (Závěrečná znělka 5. filmu Kara no kjókai)                                                                   | 5:04        |
| 9.             | I have a dream (Závěrečná znělka filmu Eve no džikan gekidžóban)                                                      | 5:57        |
| 10.            | Mirai (未来) (Ústřední melodie filmu Gekidžóban mahó šódžo Madoka Magika: Hadžimari no monogatari)                    | 4:32        |
| 11.            | Manten (満天) (Závěrečná znělka 2. řady anime Fate/Zero)                                                              | 5:14        |
| 12.            | snow falling | 4:40        |
| 13.            | to the beginning (Závěrečná znělka 2. řady anime Fate/Zero)                                                           | 4:16        |
| 14.            | symphonia | 5:44        |
| 15.            | heavenly blue (Závěrečná znělka 2. řady anime Aldnoah.Zero)                                                           | 5:20        |
| Celková délka: | Celková délka: | 76:36       |

| Disk 2 (Blu-Ray, pouze limitovaná edice – záznam koncertu Risu-ani! LIVE-4 z ledna 2014) | Disk 2 (Blu-Ray, pouze limitovaná edice – záznam koncertu Risu-ani! LIVE-4 z ledna 2014) | Disk 2 (Blu-Ray, pouze limitovaná edice – záznam koncertu Risu-ani! LIVE-4 z ledna 2014) |
| Pořadí                                                                                   | Název                                                                                    | Délka                                                                                    |
| ---------------------------------------------------------------------------------------- | ---------------------------------------------------------------------------------------- | ---------------------------------------------------------------------------------------- |
| 1.                                                                                       | Misterioso                                                                               |                                                                                          |
| 2.                                                                                       | Kimi no gin no niwa (君の銀の庭)                                                         |                                                                                          |
| 3.                                                                                       | seventh heaven                                                                           |                                                                                          |
| 4.                                                                                       | sprinter                                                                                 |                                                                                          |
| 5.                                                                                       | Ongaku (音楽)                                                                            |                                                                                          |
| 6.                                                                                       | Alleluia (アレルヤ)                                                                      |                                                                                          |
| Celková délka:                                                                           | Celková délka:                                                                           | 33:53                                                                                    |

## Hudební žebříčky
| Žebříček                    | Nejvyšší umístění | Prodeje | Týdnů v žebříčku |
| --------------------------- | ----------------- | ------- | ---------------- |
| Týdenní žebříček alb Oricon | 3.                | 49,618  | 50               |